# Вестрон
Ве́строн (англ. Westron), или всео́бщее наре́чие (англ. Common Speech) — в легендариуме Дж. Р. Р. Толкина родной язык практически всех народов западного Средиземья.

## Происхождение и развитие
Изначально языки людей были многочисленны и отличались разнообразием. Часть из них подверглась определённому влиянию эльфийских языков, другие же — орочьих и гномьих наречий. Благодаря мудрецам Гондолина сохранились знания о талиска — языке народов Беора, Халет и Хадора, — от которого произошел адунайский язык жителей Нуменора.
Когда нуменорцы начали осваивать западное побережье Средиземья, стало понятно, что их язык тесно связан с местными наречиями. В результате их смешения и возник единый язык, впоследствии названный вестроном. От нуменорских застав и укреплений вестрон распространился вглубь материка — Эриадор и прилегающие земли (в которых происходили события, описанные в «Хоббите» и «Властелине колец»). Народы Рованиона, расположенного за Мглистыми горами, слабо контактировали с нуменорцами, поэтому здесь сохранились их собственные языки. Также вестрон не оказал практически никакого влияния на наречия гватуйрим (синд. Gwathuirim) (предков дунландцев) и народов Белых гор, которые зачастую выступали против Нуменора.
После гибели острова выжившие из числа Верных основали в Средиземье королевства Арнор и Гондор. В противоположность тому, как их сородичи некогда выступили против эльфов, жители королевств сосредоточились на изучении и использовании эльфийских языков, что привело к определенному пренебрежению Всеобщим наречием. В течение нескольких столетий вестрон смешался с некоторыми прибрежными языками, в частности с языком дунландцев. Впоследствии дунэдайн дополнили и обогатили вестрон эльфийскими заимствованиями. Более развитое наречие стало языком торговли и дипломатии на всех землях и торговых путях королевств, затрагивая Дейл и Одинокую гору. Даже орки Саурона использовали искажённую форму вестрона для общения между собой.

## Упоминания в произведениях Толкина
Термин вестрон используется как перевод на английский язык оригинального названия Аду́ни (англ. Adûni). В синдарине он известен как Анну́найд (синд. Annúnaid) или Фала́трен (синд. Falathren). Альтернативный термин Всеобщее наречие передается вестронским словосочетанием Со́вал Фа́рэ (англ. Sôval Phârë) в том же значении.
В «Хоббите» и «Властелине колец» вестронские имена и названия полностью переведены на английский. Для этого имелись важные предпосылки: имена собственные были переведены для того, чтобы наиболее точно передать смысл, которым они обладали. Такие имена и названия как Baggins, Bagshot Row, Peregrin, Rivendell представлены не как подлинные вестронские, а как их английский перевод в том же значении, в котором они употреблялись в вестроне.
Например, подлинное имя Мериадока Брендибака (англ. Meriadoc Brandybuck) предположительно было Калимак Брандагамба (англ. Kalimac Brandagamba), кратко — Кали (англ. Kali) в значении «jolly, merry» («весёлый»). Английский вариант Meriadoc, кратко — Merry, был разработан, чтобы передать «весёлость» имени. Аналогично были переведены имена Перегрина Тука (англ. Peregrin Took) и Сэмуайза Гэмджи (англ. Samwise Gamgee), оригинальные имена которых были Разанур Тук (англ. Razanur Tûc) и Баназир Галбаси (англ. Banazir Galbasi) соответственно. Оригинальное имя Фродо Бэггинса на хоббитском диалекте вестрона звучало как Маура Лабинги (англ. Maura Labingi). Что примечательно, имя Бильбо Бэггинса (англ. Bilbo Baggins) было практически оставлено без изменений, кроме небольшой замены окончания. В оригинале оно звучит как Бильба (англ. Bilba), но Толкин посчитал, что в английском оно больше похоже на женское и поэтому изменил окончание таким образом, чтобы оно соответствовало мужскому имени.
Географические названия также были переведены с вестрона на английский: например, Ривенделл (англ. Rivendell) был переводом названия Карнингул (англ. Karningul), а Бэг Энд (англ. Bag End) — Лабин-нек (англ. Labin-nec).

## Структура
О вестроне известно не так уж много. Толкин практически везде перевёл его на английский язык. Некоторые слова приведены в приложениях к «Властелину колец», сравнительно больше — в «Народах Средиземья».